# Calymmodon gracilis
Calymmodon gracilis là một loài dương xỉ trong họ Polypodiaceae. Loài này được Fée Copel. mô tả khoa học đầu tiên năm 1927.